# Église Saint-Sulpice-et-Saint-Antoine de Cessières
Pour les articles homonymes, voir Église Saint-Sulpice et Église Saint-Antoine.
L'église Saint-Sulpice-et-Saint-Antoine est une église située à Cessières, en France.

## Description
L'église possède des murs clairs et une toiture foncée. L'intérieur est composé de murs blancs, de jolies verrières ainsi que d'un plafond bleu étoilé au niveau du cœur. 3 cloches existent et sont fonctionnelles. À proximité se trouvent quelques tombes, dont celle du peintre Maxime David. 

## Localisation
L'église est située sur la commune de Cessières-Suzy dans le territoire de la commune déléguée de Cessières, dans le département de l'Aisne, au centre du village, face à la mairie.

## Historique
En 631, Saint-Cagnoald, 6e évêque de Laon, fait construire une chapelle dédiée à saint Nicolas. En 934, Enguerrand 1er, évêque de Laon, décide la construction d'une église sur les ruines de la chapelle Saint-Nicolas, mais elle s'écroule avant la fin des travaux. Seule une nouvelle chapelle est alors construite. L'église actuelle est finalement construite en 1123 par le seigneur Alboisy, la nef visible aujourd'hui daterait de cette époque. Le transept semble plus récent. Le cœur date du XVIe siècle. En 1609, le clocher est détruit par un incendie, puis reconstruit par les habitants. Par la suite, d'autres travaux ont encore lieu. la sacristie date du XVIIIe ou du XIXe siècle. Les verrières sont de 1925. Les murs ont été restaurés en 2010.